# Arachnopusia perforata
Arachnopusia perforata är en mossdjursart som först beskrevs av Maplestone 1909.  Arachnopusia perforata ingår i släktet Arachnopusia och familjen Arachnopusiidae. Inga underarter finns listade i Catalogue of Life.